# Zağulba Bağları
Zağulba Bağları (también escrito: Bağlar, Buzovnyneft’, Dacha Zagul’ba, Zagul’ba, y Zyugyul’ba) es un centro turístico en la ciudad de Bakú, la capital del país euroasiático de Azerbaiyán, y una de las principales playas de esa región. La ciudad también alberga una discoteca que tiene el mismo nombre.
Está localizada específicamente en las coordenadas geográficas 40°33′05″N 50°05′05″E / 40.55139, 50.08472